# Zoo di Asahiyama
Il Zoo di Asahiyama è uno zoo istituito nella città di Asahikawa, Hokkaidō in Giappone. Fondato nel 1967.